# Frandroid
Cet article court présente un sujet plus développé dans : Humanoid.
Frandroid est un site web publiant principalement des guides d'achat fondé par Ulrich Rozier, Pierre-Olivier Dybman et Baptiste Michaud en 2008.

## Historique
FrAndroid est créé en 2008 par Ulrich Rozier, Pierre-Olivier Dybman et Baptiste Michaud. Il traite initialement en majorité de l'actualité des téléphones et du système d'exploitation Android.
En 2013, le média s'efforce de diversifier ses revenus, qui proviennent alors pour 60 % de la publicité. Il élargit ainsi ses activités en créant d'autres sites et applications, en organisant des événements sponsorisés, et publie un supplément de magazine papier (fin 2012,).
En 2019, le site revoit à nouveau sa charte graphique et sa conception. Il abandonne la graphie « FrAndroid » pour « Frandroid », et publie essentiellement des guides d'achat.

## Audience
En juillet 2013, selon Médiamétrie, FrAndroid était consulté par 1,7 million de visiteurs uniques chaque mois.
En 2019, le site arrive deuxième dans un classement publié par Le Journal du Net répertoriant les sites les plus consultés par les internautes effectuant des achats en ligne. Il affichait à la même période environ 3,5 millions de visiteurs uniques par mois. 